# 遠まわりする雛
『遠まわりする雛』（とおまわりするひな）は、2007年10月3日に角川書店から刊行された米澤穂信の短編推理小説集。『〈古典部〉シリーズ』第4弾で、シリーズ初の短編集。2010年7月24日に文庫版が発売、英題は「Little birds can remember」。
2008年版「本格ミステリ・ベスト10」で14位に選出された。

## 概要
古典部の高校1年1学期から春休みまでの1年間の出来事が描かれており、前作までは学内を舞台としていたが、本作では学園の外にまで活躍の幅を広げている。時系列順では「やるべきことなら手短に」「大罪を犯す」は『氷菓』の間の話であり、「正体見たり」が『氷菓』と『愚者のエンドロール』の間、「心あたりのある者は」以降は『クドリャフカの順番』後となる。なお、著者は「収録作を時系列順にすることで登場人物達が互いに馴染み、心を開いている様子をきちんと描ける」と意図しているが、各短編の雑誌掲載時はあえて順番を入れ替えて発表している。
2012年に放送された『〈古典部〉シリーズ』のアニメ化作品『氷菓』では、各1篇が本編の1話分（「やるべきことなら手短に」のみ第1話Bパート分）となっており、シリーズを時系列順にするという構成から、「やるべきことなら手短に」「大罪を犯す」「正体見たり」までは『クドリャフカの順番』までの長編のエピソードの間となる形で放送された（ただし「大罪を犯す」は『氷菓』編後の6月の話となっている）。

## 各章概要

### やるべきことなら手短に
初出：『野性時代』45号（2007年8月号）。アニメ版第1話「伝統ある古典部の再生」Bパート。劇中の発言にある秘密倶楽部「女郎蜘蛛の会」は、京極夏彦著『絡新婦の理』とアイザック・アシモフ著『黒後家蜘蛛の会』が元ネタとなっている。
奉太郎が神山高校に入学し、古典部に入部してから約2週間が経過した4月頃。昨日済ませた宿題を家に忘れ、放課後教室に残って再び宿題に手を付ける奉太郎は、里志から1年女子が、ピアノソナタ『月光』を奏でるピアノの音が聞こえてきた音楽室で、セーラー服で乱れ髪のオバケと思しき女生徒を見たという「神山高校にもあった七不思議 その二」の話を聞かされる。その後、えるも話の場に加わったとき、話題は「神山高校にもあった七不思議 その一」の学校非公認で総務委員会も実態を掴めない秘密倶楽部「女郎蜘蛛の会」の勧誘メモについて向けられた。えるが勧誘メモの在処に興味を示したのと同時に、奉太郎とえる、里志は勧誘メモ探しに手を付ける。だが、この謎解きこそ、自身の「やるべきことなら手短に」の信条を揺り動かすえるがいることに対する奉太郎の答えでもあった。

### 大罪を犯す
初出：『野性時代』41号（2007年4月号）。アニメ版第6話。
6月頃の授業中、隣のクラスのえるが数学教師の尾道（声 - 山崎たくみ）と口論しているのを耳にした奉太郎。里志と摩耶花のいざこざを発端に、えるの鷹揚さと七つの大罪について話題が及んだ放課後の部室で、奉太郎が尾道との一件についてえるに話題を振ると、えるはその発端として、尾道がえるのクラスで習っている範囲より先に授業を進め、それに気づかないまま怒号を上げたと詳細を語る。話を聞いた奉太郎は、尾道がなぜ授業範囲を間違えてしまったのかが気になるえるの頼みで、その理由を思案することに。

### 正体見たり
初出：『ザ・スニーカー』2002年4月号。アニメ版第7話。雑誌掲載時のタイトルは『影法師は独白する』。
8月の夏休み、『氷菓』事件解決の労をねぎらいたいと、えるが温泉合宿を提案したことから、摩耶花の親戚が経営する民宿「青山荘」（単行本版「西山荘」）に泊まることになった古典部一行。夕食を取った後、温泉に入った奉太郎は湯あたりを起こし床に伏してしまう。その夜、怪談に興じるえる達は民宿の娘の梨絵から、「青山荘」本館七号室で客が首吊り自殺をし、それから七号室に泊まった客が部屋に浮かぶ影を目撃し、ついには死者も出たため七号室が使われなくなった話を聞かされる。その翌朝、えると摩耶花が夜中に本館七号室の窓から首吊りの影を見たと言い出す事態が発生。奉太郎とえるは事態を知らない里志や梨絵との所用がある摩耶花を残し、影の正体を突き止めるため調査を開始、やがて真相に辿り着いた2人はその背景にあった人間模様を垣間見る。
アニメ版・コミカライズ版では善名姉妹の年齢が原作より下げられて姉も小学生になっており、ラストシーンに姉妹の仲が決して悪くないことを明示する描写を追加している。

### 心あたりのある者は
初出：『野性時代』37号（2006年12月号）。アニメ版第19話。ハリイ・ケメルマン著『九マイルは遠すぎる』的趣向の短編で、第60回日本推理作家協会賞短編部門の候補作となった。
11月1日、奉太郎とえる2人だけの部室内で、えるから様々な謎を解き明かした推理力を称賛された奉太郎。えるの評価を心外に思う奉太郎は、その見解を覆すため、一つの状況に簡単に推論をつけられるか検証をするゲームをすることを提案する。その矢先、教頭の柴崎が10月31日に文具店「巧文堂」で買い物をした心あたりのある者を職員室に呼びつける校内放送が流れ、奉太郎とえるは校内放送が行われた意図を推理することに。しかし、奉太郎の推理は思わぬ不穏な事態へと導かれていく。

### あきましておめでとう
初出：『野性時代』43号（2007年6月号）。アニメ版第20話。ジャック・フットレル著『十三号独房の問題』に挑戦した脱出劇となっている。
正月、えるに誘われ荒楠神社に夜間の初詣に出かけた奉太郎。神社を運営する十文字家に千反田家の名代として年始の挨拶のため酒を贈るえるの用事のあと、巫女のバイトをしている摩耶花と顔を合わせた奉太郎とえるは、境内で振る舞う甘酒と団子汁作りに追われる十文字家の娘・かほの手伝いを買って出て、蔵から酒粕を取ってきてほしいと頼まれる。だが、蔵と間違え納屋に入った2人は通りすがりの酔っ払いに気付かれぬまま入口を閂で塞がれ閉じ込められてしまう。えるが名代として来ている手前、氏子に助けられたら納屋で2人きりの状況を勘繰られ、あらぬ噂を立てられる可能性から大声で助けを呼べず、救助を呼ぶ手段が非常に制限された中、奉太郎は納屋から出ようと策を講じていく。そして奉太郎、えるのSOSに気付くかは初詣に向かっていた里志にかかっていた。

### 手作りチョコレート事件
初出：『野性時代』39号（2007年2月号）。アニメ版21話。
1年前の中学時代、「カカオ豆から作らなければ手作りチョコとはいえない」という理屈で里志からバレンタインチョコの受け取りを断られた摩耶花。そして現在、摩耶花は「手作りでカカオ豆から作れない」ということを里志に理解させた上で、バレンタインデーに里志にチョコを受け取らせようとリベンジを決意する。一方、里志と久しぶりにゲームセンターでロボット対戦ゲームをした奉太郎は、かつて勝つことに拘っていた里志のプレイスタイルが変化していることに気付く。そしてバレンタインデー当日のみぞれが降る放課後、えるが部室を離れた隙に部室に置いていた摩耶花の手作りチョコが盗まれる事件が発生してしまう。奉太郎、える、里志は摩耶花がこのことを知る前にチョコの捜索を開始、古典部部室のある4階からの出入り口である2つの階段の内の一つがワックスがかかって通れない中、もう一方の階段でポスター貼りの位置に悩む工作部部員や古典部以外に4階にいた天文部から話を聞くが、有力な情報は得られず、結局、摩耶花の知るところとなってしまう。自分が戸締りをしていればと罪悪感を抱き強引にでもチョコを取り返そうとするえる。奉太郎は、そんなえるを制止し、犯人と話をつけてチョコを取り返すことを約束する。そして犯人と対峙し、チョコを盗むために行った仕打ちを見抜いた奉太郎は、犯人がチョコを盗まなければならなかった胸中を知ることとなる。
劇中で奉太郎と里志が対戦し、そこから奉太郎が相手の内面の変化を読み解くことになるロボット対戦ゲームは、タイトル名こそ明言されていないものの、ゲームのルールやゲームキャラクターの特徴が詳細に描写されており、その内容はセガが1998年に発売した『電脳戦機バーチャロン オラトリオ・タングラム』を想起させるものとなっている。テレビアニメ版21話の同じ場面ではその前作に当たる『電脳戦機バーチャロン』が、セガによる協力の元、ゲーム本編の映像と共に実名で登場した。同時期に出版された『月刊ニュータイプ』2012年11月号では、テレビアニメ版の劇中で奉太郎が使用したゲームキャラクター（ライデン）にえるの姿を大きく描いた、カトキハジメによる痛車風のコラボレーションイラストも掲載されている。

### 遠まわりする雛
初出：書き下ろし。アニメ版第22話（最終話）
春休み、えるから生き雛祭りでお雛さま役のえるの傘持ちの代役を頼まれた奉太郎。開催場所の水梨神社にやってきたが、社内では生き雛祭りの準備に追われる男衆達の慌ただしく喧噪な雰囲気に包まれていた。そんな中、生き雛祭りのルートとして使用される長久橋が工事によって使えないことが判明する。事前に工事を止める連絡を先方にしたにもかかわらず、その後に工事の許可が下ろされる手違いが生じたことが原因だった。長久橋以外の道順を模索する男衆達。長久橋のある道をさらに下った先の遠路橋を通る案も出るが、男衆達はなぜかその案を取るのに躊躇する。しかし、えるが南の村の神社の宮司に連絡、えるの父親が氏子総代に連絡することで遠路橋を通ることが決まったため、生き雛祭りは無事に執り行われることとなった。しかし、雛役のえるの十二単姿を見た奉太郎は戸惑い、遠路橋を渡り狂い咲きの桜の下を通るえるの後ろ姿を見つめながら、自身の信条を揺るがすえるへの気持ちに気付いていく。祭りの後、千反田邸の縁側でえるはなぜ連絡の行き違いが生じたのか奉太郎に疑問をぶつける。それぞれ原因に思うところがあった奉太郎とえるはその答えを確かめ合う。さらに、地域の主導的な立場の千反田家の娘として貢献できる道を進むために理系を選択したと語るえるに、奉太郎は本心を語ろうとしたのにそれが言えず、摩耶花からバレンタインチョコの受け取りを拒否した里志の心情を思い知るに至った。

## 登場人物
「声」はテレビアニメ版『氷菓』での担当声優。

### 主要登場人物
折木 奉太郎
声 - 中村悠一
古典部員。
千反田 える
声 - 佐藤聡美
古典部部長。
福部 里志
声 - 阪口大助
古典部員。
伊原 摩耶花
声 - 茅野愛衣
古典部員。

### 登場人物の関係者
ここでは各回ごとに登場した人物および主要登場人物の関係者を紹介する。
正体見たり
善名 梨絵（）
声 - 豊崎愛生
財前村の民宿「青山荘」の姉妹の姉。摩耶花の親戚。中学2年生（アニメ版・コミカライズ版：小学6年生）。フレーム無しの眼鏡を掛けた大きな目の女の子。人懐っこい性格で、自分の物ははっきりと区別する。
善名 嘉代（）
声 - 小倉唯
梨絵の妹。小学6年生（アニメ版・コミカライズ版：小学4年生）。姉とは対照的に人見知りしやすく、気の弱い性格。
あきましておめでとう 
十文字 かほ
声 - 早見沙織
神山高校1年D組の女子生徒。荒楠神社の宮司の娘。
手作りチョコレート事件
沢木口 美崎
声 - 伊瀬茉莉也
神山高校2年F組・天文部。
遠まわりする雛
白髪頭の老人（アニメ版：吉田 竹蔵）
声 - 永井一郎
生き雛祭りの準備をする男衆のまとめ役。とても厳しい性格だが、奉太郎を「しっかりしていなさる」と評する。
小成
声 - 諏訪部順一
生き雛祭りの準備をする男衆の一人である茶髪の若い男性。写真家を目指して大阪の専門学校に通っており、生き雛祭りの準備に伴い帰省した。
花井
声 - 石塚運昇
生き雛祭りの準備をする男衆で、鼻の頭が赤い男。
中竹
声 - 二又一成
生き雛祭りの準備をする男衆で、酒の手配を担当。固太りした鈍重そうな男性。
谷本 シゲ
声 - 千葉繁
生き雛祭りの準備をする男衆の一人。村井という市議に根回しをし、長久橋の工事を請け負う中川工務店に工事を一時止めるように手配する役目を担っていた。
園
声 - 田中正彦
生き雛祭りの準備をする男衆で、でっぷりと太った男。花井によると家が喪中。
入須 冬実
声 - ゆかな
神山高校2年F組の女子生徒。アニメ版のみ台詞がある。

## 漫画
本作に収録されている各作品は、いずれもタスクオーナ版の漫画作品『氷菓』に収録されている。
- 「やるべきことなら手短に」 - コミックス『氷菓』1巻[5]
- 「大罪を犯す」 - コミックス『氷菓』2巻[6]
- 「正体見たり」 - コミックス『氷菓』3巻[7]
- 「心あたりのある者は」 - コミックス『氷菓』10巻[8]
- 「あきましておめでとう」 - コミックス『氷菓』11巻[9]
- 「手作りチョコレート事件」 - コミックス『氷菓』11巻・12巻[9][10]
- 「遠まわりする雛」 - コミックス『氷菓』12巻・13巻[10][11]